# Xã Lind, Quận Roseau, Minnesota
Xã Lind (tiếng Anh: Lind Township) là một xã thuộc quận Roseau, tiểu bang Minnesota, Hoa Kỳ. Năm 2010, dân số của xã này là 56 người.